# Gallegos (Spagna)
Gallegos è un comune spagnolo di 97 abitanti situato nella comunità autonoma di Castiglia e León.